# Liste des sites Ramsar au Liberia
Cet article recense les zones humides du Liberia concernées par la convention de Ramsar.

## Statistiques
La convention de Ramsar est entrée en vigueur au Liberia le 2 novembre 2003.
En janvier 2020, le pays compte 5 sites Ramsar, couvrant une superficie de 958,79 km2.

## Liste
| Site                      | Comté            | Notes | Date           | Superficie (km²) | Altitude (m)  | Identifiant Ramsar | Identifiant WDPA | Coordonnées                        | Photo |
| ------------------------- | ---------------- | ----- | -------------- | ---------------- | ------------- | ------------------ | ---------------- | ---------------------------------- | ----- |
| Lac Piso (en)             | Grand Cape Mount |       | 2 juillet 2003 | 760,91           | 0             | 1306               | 901219           | 6° 45′ 00″ nord, 11° 13′ 01″ ouest |       |
| Zones humides de Gbedin   | Nimba            |       | 24 août 2006   | 0,25             | 1 000 - 1 385 | 1628               | 902907           | 7° 16′ 01″ nord, 8° 48′ 00″ ouest  |       |
| Zones humides de Kpatawee | Bong             |       | 24 août 2006   | 8,35             | 500 - 750     | 1629               | 902908           | 7° 07′ 01″ nord, 9° 37′ 59″ ouest  |       |
| Zones humides de Marshall | Margibi          |       | 24 août 2006   | 121,68           | 9 - 15        | 1630               | 902909           | 6° 07′ 59″ nord, 10° 22′ 01″ ouest |       |
| Zones humides de Mesurado | Montserrado      |       | 24 août 2006   | 67,60            | 7 - 10        | 1631               | 902910           | 6° 18′ nord, 10° 45′ ouest         |       |